# Comportamento adaptativo
O comportamento adaptativo é o comportamento que permite a uma pessoa (geralmente usado no contexto de crianças) lidar com seu ambiente com maior sucesso e menos conflito com os outros. Este é um termo utilizado nas áreas de psicologia e educação especial. O comportamento adaptativo refere-se às habilidades ou tarefas cotidianas que o indivíduo comum é capaz de concluir.
Comportamentos sociais ou pessoais não construtivos ou perturbadores às vezes podem ser usados para alcançar um resultado construtivo. Por exemplo, uma ação repetitiva constante pode ser reorientada para algo que cria ou constrói algo. Em outras palavras, o comportamento pode ser adaptado para outra coisa. Os padrões comportamentais mudam ao longo do desenvolvimento de uma pessoa, ambientes de vida e construções sociais, evolução de valores pessoais e expectativas dos outros.